# Sasheer Zamata
 (septembre 2024).
Si vous disposez d'ouvrages ou d'articles de référence ou si vous connaissez des sites web de qualité traitant du thème abordé ici, merci de compléter l'article en donnant les références utiles à sa vérifiabilité et en les liant à la section « Notes et références ».
Sasheer Zamata Moore, née le 6 mai 1986 à Okinawa (Japon), est une actrice américaine.

## Biographie

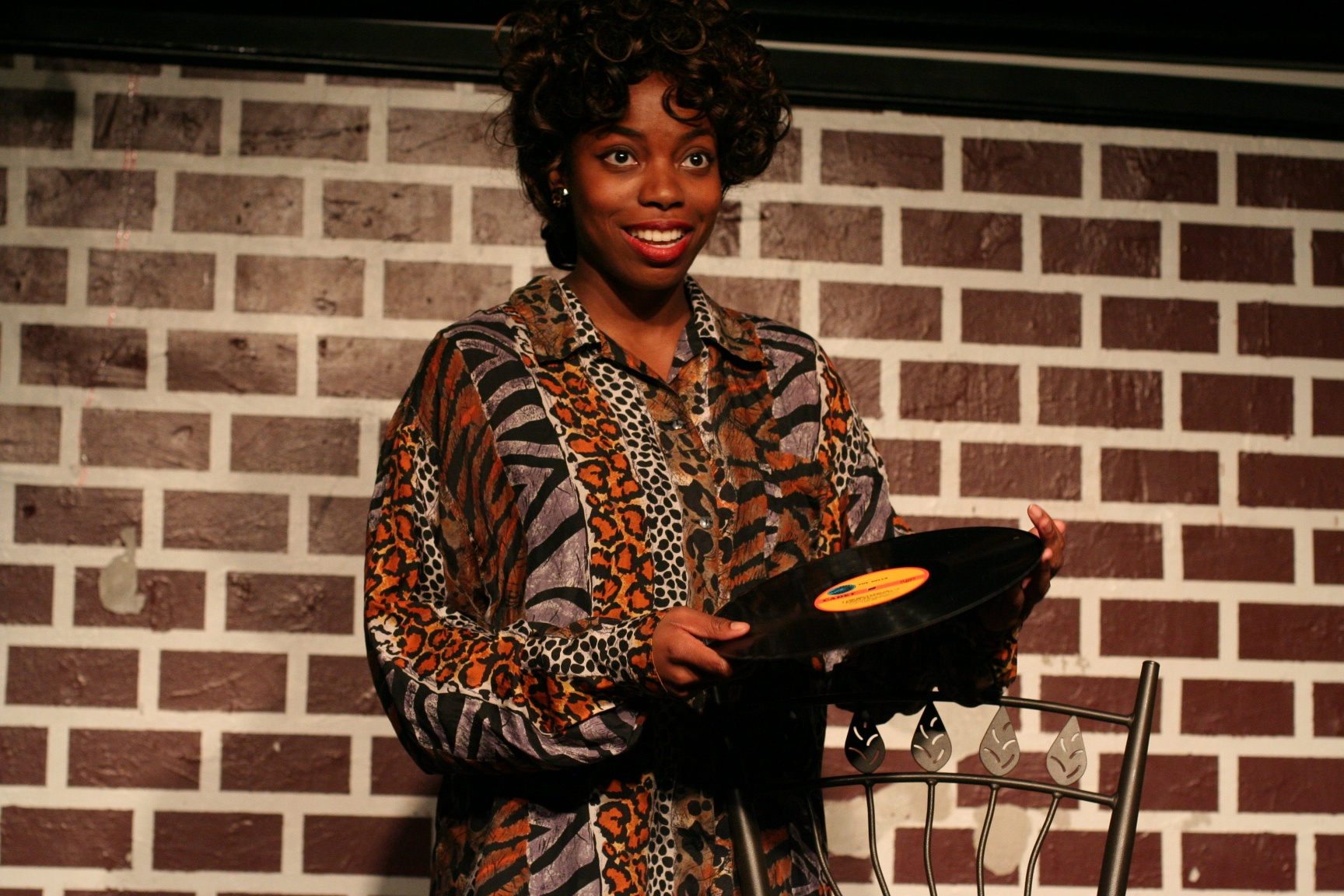
Sasheer Zamata au théâtre en 2011.

Née à Okinawa d'un père militaire alors en poste au Japon, Sasheer Zamata étudie notamment à l'université de Virginie (dont elle sort bachelière en 2008) et joue au théâtre, à partir de 2009, à New York.
Au cinéma, elle débute en 2005 dans une série de courts métrages. Son premier long métrage est le film à sketches Intimate Semaphores (2014). Suivent notamment Yoga Hosers (2016, avec Lily-Rose Depp et Harley Quinn Smith) et I Feel Pretty (2018, avec Amy Schumer et Michelle Williams).
À la télévision américaines, outre de nombreuses prestations comme elle-même, elle contribue à des séries depuis 2010, dont l'émission Saturday Night Live (74 épisodes, 2014-2017), Transparent (un épisode, 2016) et Woke  (épisodes en cours, à partir de 2020).
Elle prête également sa voix aux séries d'animation BoJack Horseman (un épisode, 2017) et Les Fungies (trois épisodes, 2020-2021), au téléfilm d'animation Albert (2016) et au film d'animation Les Mitchell contre les machines (2021), entre autres.
Depuis 2015, Sasheer Zamata est ambassadrice de l'Union américaine pour les libertés civiles (ACLU).
En septembre 2024, elle fait son coming-out lesbien dans une interview du magazine Them.

## Filmographie partielle

### Cinéma
- 2016 : Sleight de J. D. Dillard (en) : Georgi
- 2016 : Yoga Hosers de Kevin Smith : Principle Invincible
- 2018 : I Feel Pretty d'Abby Kohn (en) et Marc Silverstein (en) : Tasha
- 2021 : Les Mitchell contre les machines (The Mitchells vs. the Machines) de Mike Rianda (animation) : Jade (voix)

### Télévision

#### Séries
- 2013-2014 : Inside Amy Schumer
  - Saison 1, épisode 1, Mauvaises Décisions (Bad Decisions, 2013) : la vendeuse
  - Saison 2, épisode 10, La Campagne d'humiliation (Slut-Shaming, 2014) : Tess
- 2014-2017 : Saturday Night Live, émission de divertissement, 74 épisodes : rôles divers
- 2016 : Transparent, saison 3, épisode 1 Eliza (Elizah) de Joey Soloway : Asra
- 2016 : People of Earth, saison 1, épisode 6 Significant Other : Marcy
- 2017 : BoJack Horseman, saison 4, épisode 9 Ruthie (animation) : la vendeuse de bijoux (voix)
- 2020-2021 : Les Fungies (The Fungies!) (animation)
  - Saison 1, épisode 33 What About Cool James? (2020 : Cool Mom) et épisode 34 Dino Club (2020 : Mama Lemon) (voix)
  - Saison 2, épisode 2 Bug Buds (20201) : Mama Lemon / Fungie 21 (voix)
- 2020-2022 (en cours) : Woke, divers épisodes : Ayana
- 2021 : Tuca and Bertie, saison 2, 4 épisodes (animation) : Kara (voix)
- 2024 : Agatha All Along : Jennifer Kale

#### Téléfilms
- 2016 : Albert de Max Lang (animation) : Maisie (voix)
- 2018 : So Close de Gail Mancuso : Riley